# Megastes zarbinalis
Megastes zarbinalis là một loài bướm đêm trong họ Crambidae.